# Demokratikus Koalíció (Görögország, 2015)
A görög Demokratikus Koalíció nevű pártszövetséget két párt alakította Görögországban 2015. augusztus 30-án.

## Története
A pártszövetséget 2015. augusztus 30-án alapították a PASOK és a DIMAR politikusai. A 2015. szeptemberi görög előrehozott választáson a pártszövetség 17 mandátumot (a PASOK 16 és a DIMAR 1 mandátumot) nyert, és ezzel ellenzék lett a görög parlamentben.